# Boophis tasymena
Boophis tasymena är en groddjursart som beskrevs av Miguel Vences och Frank Glaw 2002. Boophis tasymena ingår i släktet Boophis och familjen Mantellidae. IUCN kategoriserar arten globalt som livskraftig. Inga underarter finns listade.